# Holcocephala

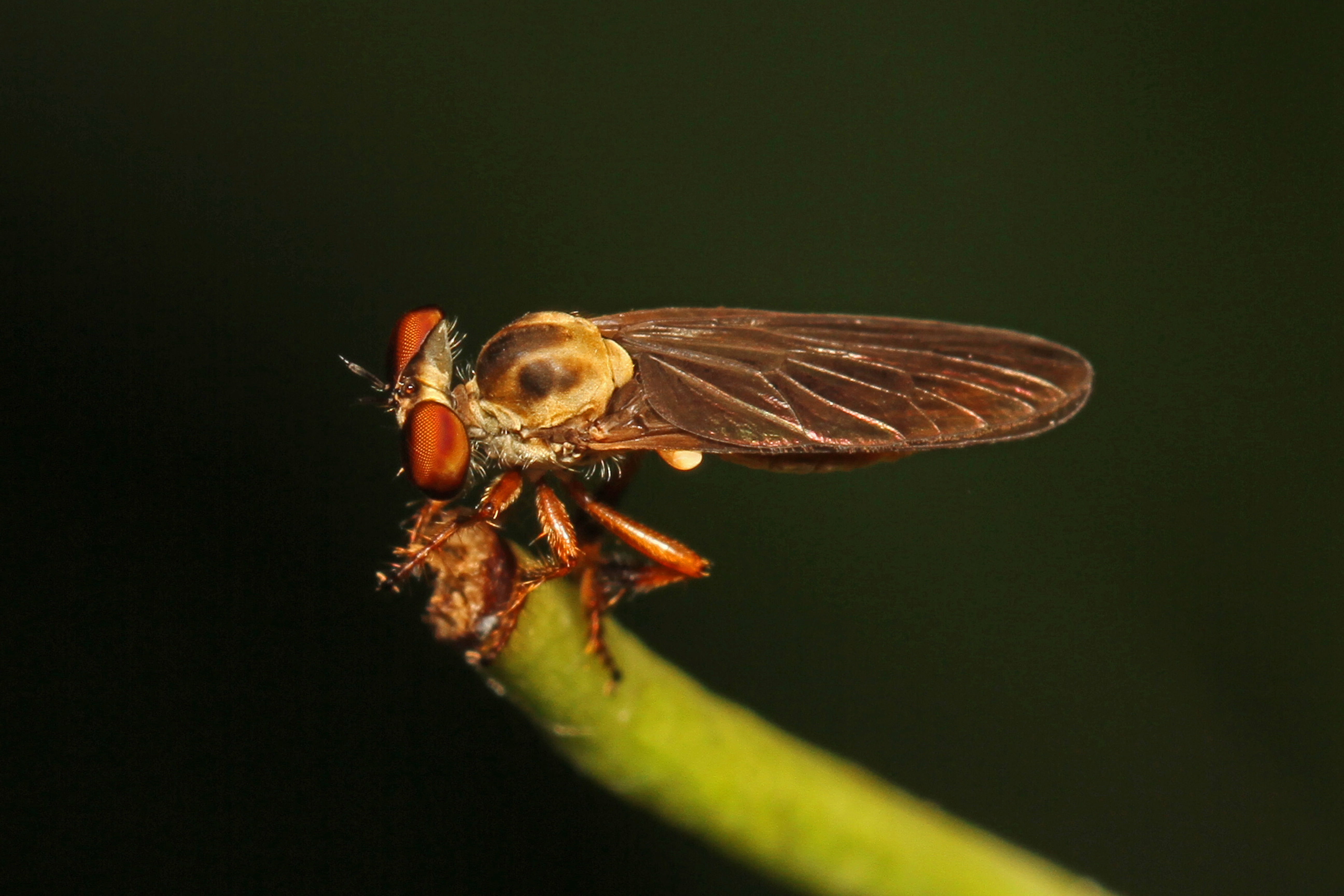
Holcocephala abdominalis

Holcocephala är ett släkte av tvåvingar som ingår i familjen rovflugor.

## Artlista[1]
- Holcocephala abdominalis
- Holcocephala affinis
- Holcocephala agalla
- Holcocephala analis
- Holcocephala bechyneorum
- Holcocephala calva
- Holcocephala coriacea
- Holcocephala curvicosta
- Holcocephala deltoidea
- Holcocephala dimidiata
- Holcocephala divisa
- Holcocephala fernandezi
- Holcocephala fimbriata
- Holcocephala fusca
- Holcocephala indigena
- Holcocephala inornata
- Holcocephala luteipes
- Holcocephala macula
- Holcocephala matteii
- Holcocephala minuta
- Holcocephala mogiana
- Holcocephala monticola
- Holcocephala nigrita
- Holcocephala nitida
- Holcocephala nodosipes
- Holcocephala obscuripennis
- Holcocephala oculata
- Holcocephala pardalina
- Holcocephala pectinata
- Holcocephala pennipes
- Holcocephala peruviana
- Holcocephala rufithorax
- Holcocephala scopifer
- Holcocephala spinipes
- Holcocephala stylata
- Holcocephala tijucana
- Holcocephala uruguayensis
- Holcocephala vallestris
- Holcocephala vicina
- Holcocephala vittata